# Рідина Клерічі
Рідина Клерічі (або розчин Клерічі) — водний розчин, що містить рівні частки форміату талію HCOOTl і малонату талію Tl2[OOCCH2COO]. Названий ім'ям італійського геолога Енріко Клерічі, який вперше отримав його у 1907 році. Являє собою прозору рідину, зовсім слабо забарвлену в коричневий колір.
Однією з унікальних властивостей цієї рідини є густина, яка, в залежності від температури і розведення, може варіюватися в широких межах — від 1 до 5 г/см3. Вона може бути настільки високою, що в ній можуть плавати шпінель, гранат, алмаз і корунд. Ця властивість використовується в мінералогії для визначення густини досліджуваного мінералу. Показник заломлення практично лінійно залежить від густини, завдяки чому можна легко обчислити густину досліджуваного мінералу за оптичними характеристиками розчину.
Як і всі сполуки талію, розчин дуже токсичний.